# جوليان وود
جوليان وود (21 نوفمبر 1968 بونشستر في المملكة المتحدة - )  (بالإنجليزية: Julian Wood)‏ هو لاعب كريكت بريطاني. لعب مع نادي مقاطعة هامبشاير للكريكت ‏ وBerkshire County Cricket Club ‏.